# Arsène Roisin
Pour les articles homonymes, voir Roisin (homonymie).
Arsène Roisin est un dessinateur de presse né le 30 octobre 1920 à Pont-Sainte-Maxence et mort à Senlis le 19 novembre 1952.

## Biographie
Il a étudié à l’Institut catholique d'arts et métiers (ICAM) à Lille de 1937 à 1940.
Il fait ses premières collaborations dans des revues comme Cols bleus, Au large, Cordées, avec lesquelles il obtient sa carte de journaliste (n° 6972) en 1945. Il signe alors tous ses dessins de son seul prénom.
Ses dessins d’humour sont publiés dans Ici Paris, Paris Actualités, l’Almanach Vermot, La Vie Française, Noir et Blanc, Marius, C’est la Vie, Témoignage Chrétien, Point de vue / Images du Monde, le Pèlerin, le Hérisson, etc.
Il s'essaie à la BD avec La nuit de Noël publiée dans Ici Paris le 17 décembre 1946, à côté de Jean Ache et Maurice Cuvillier. En 1947, il signe un contrat avec Jean Nohain aux éditions Jurassiennes afin d’illustrer un livre pour enfants sur les Fratellini, dont l'auteur est Jane Darboy. Une partie est pré-publiée dans la presse.
En 1945, il publie un ouvrage intitulé Regards sur le monde.